# パリ＝サン＝ラザール - ル・アーブル線
パリ - ル・アーブル線 (パリ - ル・アーブルせん、ligne Paris-Le Havre) はフランスの鉄道網における放射状幹線のうちの1路線である。路線延長は228キロメートル。イル＝ド＝フランス地域圏からオート＝ノルマンディー地域圏を貫き、パリからマント＝ラ＝ジョリー、ルーアン、ル・アーブルの各都市圏を結んでいる。
線路は、パリからルーアンにかけては、勾配が緩やかな線形を取ってセーヌ川を6回渡りながら、大方セーヌ川流域を通る。ノルマンディー主要部の北部、コーの僅かな起伏のある台地上へは、少々困難かつ大きな土木工事を行い、長い勾配によって達する必要があった。これらの土木施設は大きな輸送量に対応する高水準の設備を有している。
1843年から1847年にかけて、パリからルーアン、そしてル・アーブルの港を結ぶ目的で開業し、多くの旅客の地域間輸送を確保した。また、フランス第二の海港であるル・アーブル港とパリ都市圏を結ぶ事により、多くの商品輸送も担った。トランジリアン・パリ・サン＝ラザールやTERオート＝ノルマンディの列車と共に、アンテルシテとなったコライユが運行している。この漸進的飽和状態は、この路線の設備の質にもかかわらず、後に復活される前に取り消されたLGVノルマンディーのようないくつもの計画を生み出した。また、線路容量の大きな増大と関係促進を可能とするノルマンディー - ヴァル・ド・セーヌ高速連絡線 (liaison rapide Normandie-Val de Seine) のような計画もあった。
本路線は国有鉄道網 (réseau ferré national) の340 000線を構成する

## 歴史

### 年表
- 1840年5月23日 : パリ - ルーアン間鉄道営業権付与
- 1837年 : パリ＝サン＝ラザール駅 - コロンブ駅 (現 : パリ - ペック線ラ・ガレンヌ＝コロンブ駅) 間が開業
- 1843年5月9日 : コンロンブ＝アンブランシュマン駅 (ラ・ガレンヌ＝コロンブ駅) - ルーアン (サン＝スベール) 駅間 (128km) が開業
- 1847年3月22日 : ルーアン - ル・アーブル駅間 (94km) 開業[1]
- 1966年1月11日 : アシェール操車場 - アンバサダー間の連絡線とともに、アシェール操車場 (triage d'Achères) - ソットゥヴィル操車場 (triage de Sotteville) 間交流25kV50Hz電化
- 1966年9月20日 : パリ＝サン＝ラザール - アシェール操車場間交流25kV50Hz電化
- 1967年2月28日 : ソットゥヴィル操車場 - モットゥヴィル (Motteville) 間交流25kV50Hz電化
- 1967年9月19日 : モットゥヴィル - ブレオテ・ブーズヴィル (Bréauté-Beuzeville) 間交流25kV50Hz電化
- 1967年12月5日 : ル・アーブル港引込線と共に、ブレオテ・ブーズヴィル - ル・アーブル間交流25kV50Hz電化

### パリから海へ
1838年、フランスには各地に様々な鉄道が点在した。しかし、国内の主要都市圏間を結ぶ幹線はまだ存在していなかった。イギリスの鉄道網が1836年以来継続的な拡大を遂げているのに対して、フランスにおいては鉄道網の拡大は足踏みしていた。その原因は技術者の情熱不足ではなく財政難であった。事実、実業家達は重い負担を辛うじて引き受ける事が出来るのみであった。一方で冒険を試みる資本家は僅かなままだった。それでも大計画は、パリから海岸部への幹線を含む調査に着手した。
資本家たちは、異なった経路を提唱する2つの会社を設立した。一方はセーヌ川の谷を辿るルートであり、他方は川を見下ろす台地上を通るルートであった。1838年、資本金9千万フランで設立された台地会社（compagnie des plateaux）は、新路線の営業権を得た。台地会社はパリからル・アーブルをルーアンを経由して結び、また、ルヴィエ (Louviers), エルブーフ (Elbeuf), ディエップ (Dieppe) などへの数本の支線を建設しなければならなかった。しかし、その時、オルレアン鉄道の株式は大幅な値下がりに見舞われた。その発起人達は、投資家からの信用不足に直面し、事業が挫折するのではないかという恐怖に怯えた。

### パリ - ルーアン
再調査された計画は、1840年から99年間の期限で新たに認可された。今回はパリとルーアンをセーヌ川の谷を辿って結ぶ事を目的とした。会社は認可の日より5年以内という期限の下、全責任を負ってインフラを整備する義務を負った。 会社は500フラン株から構成される3600万フランの資本金を有した。また、利息5%で1848年7月15日から30回で償還の貸付金1400万フランを国より得た。
全長128kmの路線は、複線で建設され、勾配は1メートルあたり5ミリメートル以下、曲線半径は1000メートル以上とされた。路線はメゾン (Maisons)、ポワシー (Poissy)、ムラン (Meulan)、マント (Mantes)、ボニエール (Bonnières)、ヴェルノン (Vernon)、サン＝ピエール＝ラ＝ガレンヌ (Saint-Pierre-la-Garenne, ガイヨン (Gaillon) の最寄駅)、サン＝ピエール＝デュ＝ヴォヴレ (Saint-Pierre-du-Vauvray, ルヴィエ (Louviers) の最寄駅)、ポン＝ド＝ラルシュ (Pont-de-l'Arche)、トゥールヴィル (Tourville, エルブーフ (Elbeuf) の最寄駅) など多くの町を通る。路線の建設には注目すべき多くの大土木工事や岩盤を掘った深い切り通しを要した。多くの場合斜めに掛かる数多くの橋は、道々を越えるために不可欠であった。その代表例はムラン (Meulan) とフラン (Flins) を結ぶ道路との交差部である。また、谷の最も狭い部分では、鉄道を道路と下手にある河床の間に通すために、往々にして王の道路 (route royale) を曲げる必要があった。路線は最終的にルーアンの町外れ、左岸に位置するサン＝スベールまで到達する。
1841年5月に始まった建設工事は活発に行われた。イギリスを手本として多量のレンガが使用された。また、路線技師のロック (Locke)、請負業者のマッケンジー (Mackenzie)、ブラッセイ (Brassey)、建設に携わった1万の現場労働者の大多数はイギリス人であった。2年後の1843年5月9日に開通式典が行われた。一番列車は回送として運行された機関車に先導され、8時にパリ＝サン＝ラザール駅をルーアンへ向けて出発した。列車は平均時速37kmで走行し、6駅後、12時56分にノルマンディーの首府に到着した。一番列車の15分後にパリを出発した二番列車には王子達が乗車し、ロック(Locke)が運転した。
全ての経路は飾り付けられ、ルーアンでは、国民軍(garde nationale)、軍人、旗を持ち徽章を身に付けた下院議員、そして人々が、開通列車を出迎えた。路線はルーアン大司教の枢機卿によって祝福された。会社の書記長（secrétaire général）であったロックとThibeaudeauは王よりレジオンドヌール勲章を叙勲された。それでもルーアンの人々は貨物ホームの装飾にイギリス国旗を広げる事や、行列の中のイギリス人労働者の存在には反対だった。他の町々はその歴史的対立を共有せず、喜びをともにする全ての人を受け入れた。.
パリ側の起点駅からコロンブ(Colombes)までは、旅客1人当たり55サンチーム、商品1トン当たり60サンチーム、石炭1トン当たり30サンチームを支払ってサン＝ジェルマン線の一部を借用した。また、駅取り扱い手数料として商品1トン当たり40サンチームを支払うか、サン＝ラザール駅で荷降ろしを行った。
路線の建設費はオルレアン線の建設費よりも30%上回った。1844年9月には5100万フランに達し、さらにルーアンを半横断する費用として670万フランが付け加わった。 会社は総額400万フランの政府貸付とそれぞれ600万フラン、500万フランの2回の借金によってその負担を負う事が出来た。幸運にも成功は約束されており、営業利益はすぐに増大した。実際に、開業1週間で11899人の旅客が利用し、8月22日から28日の1週間では17241人の旅客が利用した。輸送量全体としては、6月中で350603フラン、開業後6ヶ月間では2764777フランの収入があった。1842年6月に認可の下りた、ルーアン - ル・アーブル間は、1847年3月の開通よりすぐに更なる活力をもたらした。

### ルーアン - ル・アーブル
1843年に開業したパリ - ルーアン線は、ル・アーブル港まで早急に伸ばす事が不可欠であると政府にみなされた。この新区間の開業によりパリはグレートブリテン島やアメリカ州と結ばれる海まで6時間で到達する事が出来るようになる。この事は船舶によりパリ地域に到着していた多くの商品を、必要に応じて中間的な貯蔵無しで輸送する事を可能にする。建設を容易にするため、営業権法は、年利3%、8年間利息免除で1000万フランを貸し付けるのに加えて、工事の進捗に応じて、次の4回で支払われるべき総額800万フランを会社に与えた。さらに、ル・アーブル市は補助金100万フランを付け加えた。高い建設費に直面して、2000万フランの資本金を有する会社は、1847年3月までに1875万フランの借金に頼らざるを得なかった。
パリ - ルーアン間とは異なり、ルーアン - ル・アーブル間では、広い幅があるにもかかわらず、セーヌ川の谷の低地ルートを破棄し、セーヌ川を150m下に見下ろすコー台地を通る事となった。このルートは、1838年に交通連絡が計画されたディエップにも近づける一方で、数多くの土木工事のために建設費を増大させた。ルーアンとル・アーブルより台地上に登るために、2つの谷が利用された。しかしながらまた、いくつもの谷を巨大な橋梁で越えなければならなかった。従って、路線は橋梁数約100を数え、4895338立方メートルの盛土を必要とし、ルーアンを迂回するために必要不可欠とされた6387メートルの地下区間を有する。 これは、谷の都市化のために、義務的な事であり、路線は町を分断する事はできなかった。
建設工事には、石材を好むフランス企業の強い反感にもかかわらず、先に開通した区間と同様にレンガが広く用いられた。それでも、発生した追加費用は取り扱いになれ再雇用されていた作業中のイギリス人現場労働者の人件費削減によって埋め合わされた。そのうえ、建造物の強固さは、イギリス海峡の向こうから大挙してやって来た彼らの数によって確保され、さらに土木局による試験の対象ともなった。引渡は1846年1月には完了したが、試験は延期された。その月に、まさに完成したばかりのバランタン (Barentin) の橋梁が崩壊したのである。この事はバラストの積み過ぎもしくは支柱の脆弱さを非難する激しい議論を巻き起こした。橋梁は1600万個のレンガを用いて、大急ぎで6カ月で再建された。最終的に路線は1年の遅れを以って1847年3月20日に開通式を迎えた。その翌々日には旅客営業が開始され、31日にはついに貨物営業も始まった。
1848年2月24日の革命の動乱は一時的に交通を遮断した。焼失したルーアンの橋が再建されるのは4月15日まで待たなければならなかったし、アスニエール橋が再建されてパリ - ル・アーブル間の列車が運行を再開するのは6月15日になってからの事であった。

## 営業

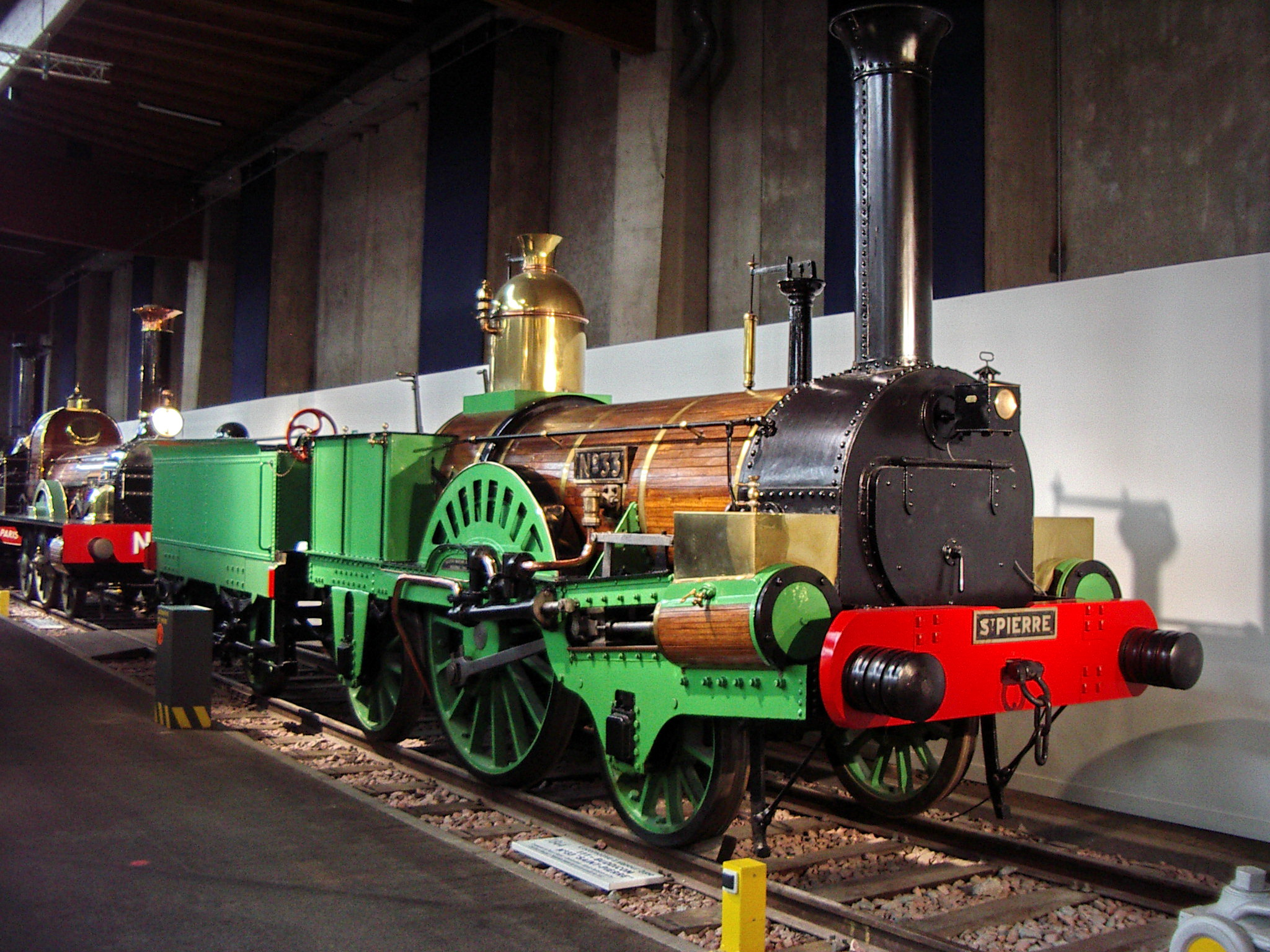
1843年の開業に合わせて製造された40両のうちの1両、Buddicom33号機関車。現在はミュールーズのシテ・デュ・トランに保存されている。

路線は長らくの間、時速130 kmを可能にした西部鉄道のパシフィック型蒸気機関車が活躍した伝説の地であった。この蒸気機関車の性能はとても馬鹿に出来ないものであった。例えば、1962年の料金割増の1等特急列車はパリ＝サン＝ラザール駅からル・アーブルを2時間26分で結んでいたが、この記録は走行中にレールの間に縦に掘った水槽より水を汲み出して給水し、中間停車駅はルーアン＝リヴ＝ドロワット1駅に抑えた事によって達成された。
1966年の電化後、所要時間は短縮された。例えば、1975年の料金割増の1等特急列車La MouetteやLa Frégate、L'Albatrosは途中ルーアンのみの停車で1時間45分で結んでいる。
1974年まで、 大西洋横断総合会社（Compagnie Générale Transatlantique）の定期船連絡列車、ニューヨーク＝エキスプレス（New York-Express）が走っており、ル・アーブル港駅で、客船「フランス」と連絡していた。
2007年時点では、全ての列車が1、もしくは複数の途中駅に停車し、交互に存在するこれらの列車の所要時間は2時間から2時間4分である。したがって、現在、所要時間1時間45分の列車はもはや存在しない。それ以来、その所要時間を保障することは現在も将来的にも困難である。特に、パリの大きな王冠（grande couronne）における輸送量が増大しており、貨物輸送量も多い当路線は常に飽和の瀬戸際にある。1991年の新線計画は、LGVノルマンディーの計画を示したが、今日、この計画は最早ministère de tutelleの開発計画の中に書きこまれておらず、分析レベルを除いて、短期的には進展の見込みは殆ど残っていない。TGV東ヨーロッパ線開業はパリ東駅とフランス東部の特急列車に充当されていたをBB15000形を解放した。このより新しい機関車は当線電化以来の壮健なBB16000形を少しずつ置き換えている。路線の飽和、特に郊外線のトランジリアンJ線の影響で特急列車がしばしば遅れるポワシー駅・マント＝ラ＝ジョリー駅間の飽和状態に対処するために、バス＝ノルマンディー地域圏とオート＝ノルマンディー地域圏はイル＝ド＝フランスに位置する当区間の整備に財政面で参画している。

## 特徴

### 経路と勾配
パリからルーアンまでは、その大部分でセーヌ川左岸を通る経路で建設され、直線区間では風上に向かって流路を辿る。路線は、川を見下ろす樹木で覆われた台地の川の蛇行により突き出ている部分の最も狭い箇所を、掘られたトンネルで通っている。結ばれている2つの大都市圏に加えて、路線はセーヌ川とその主な支流沿いに点在する多数の小さな工業都市に通じている。路線はコロンブ(Colombes)で1837年開業のパリ - サン＝ジェルマン＝アン＝レー線を分岐し、ブゾン(Bezons)とメゾン＝ラフィット(Maisons-Laffitte)とわずか数km間隔でセーヌ川を2回横断し、サン＝ジェルマン＝アン＝レーの森を横断した後、セーヌ川沿いを走る前にポワシーへと至る。
レ・ムローを経て、マント＝ラ＝ジョリーに至った後、路線はロルボワーズ隧道で蛇行部分をショートカットし、再びセーヌ川沿いに出て、ヴェルノン(Vernon)を通りつつ30km程進み、再度、川の蛇行部のヴェナブル(Venables)支脈を二つのトンネルで斜めに横切る。路線はウール川の幅広い沖積平野を横断した後、ル・マノワールでセーヌ川を渡り右岸側を走行する。トゥールヴィル隧道を抜けた後、路線はオワセルで再び左岸に移り、ルーアン＝リヴ＝ゴッシュ駅へ向かう。
ルーアンからル･アーブルにかけて、路線はセーヌ川の谷から離れ、コーの台地上を通る。路線はソットゥヴィル工場付近でパリ - ルーアン＝リヴ＝ゴッシュ線から離れ、全長370メートルの橋でセーヌ川を渡り、コート・サント＝カトリーヌの丘の下を全長1050メートルのトンネルで抜け、ダルネタル(Darnétal)谷を築堤で越え、地下区間を2272メートル進んだ後、全長200メートルの切り通し区間に位置するルーアン＝リヴ＝ドロワット駅に達する。

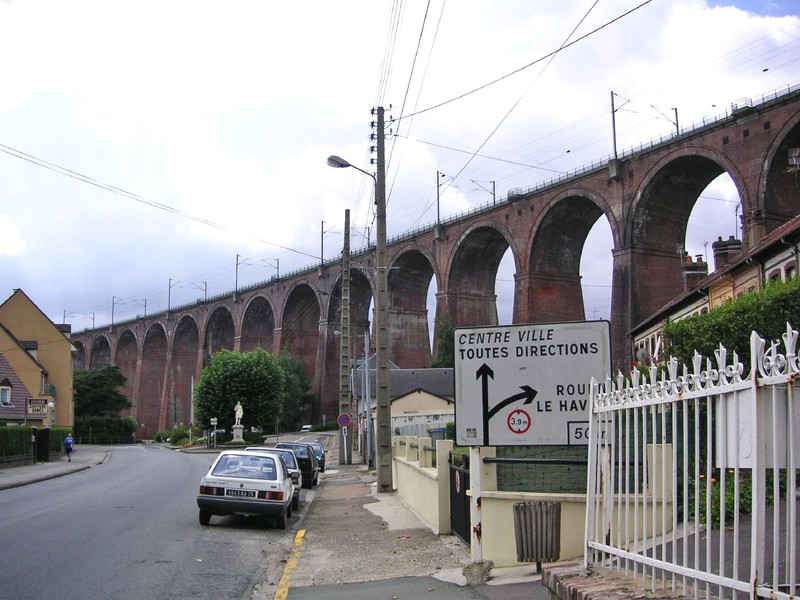
バランタン (Barentin) 橋梁

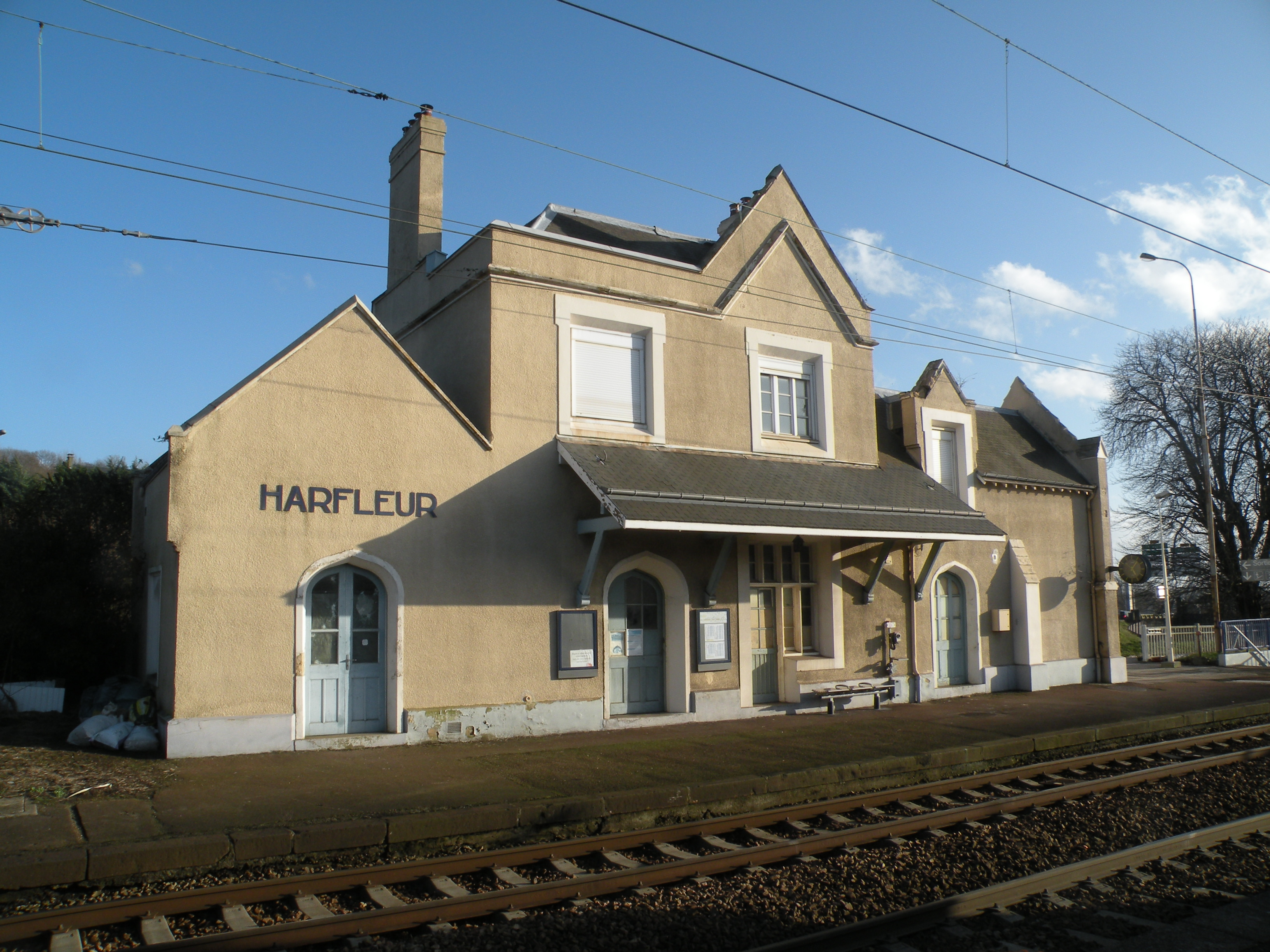
セーヌ＝マリティーム県のアルフルール(Harfleur)駅

そして、路線は連続した構築物によって、コーの台地上に辿りつく。路線は2つのトンネルでルーアンの北側を迂回し、デヴィル(Déville)、マロンム(Maromme)、ボンドヴィル(Bondeville)を結ぶ谷に辿りつく。そして、140メートルの斜橋や切り通し、築堤によって、開口部15メートルの8つのアーチからなる高さ26メートルのマロネ(Malaunay)橋梁に到達する。そのすぐ後に、マルネ - ディエップ線の分岐点がある。この区間で最も長い全長2200メートルのトンネルを抜け、フレスキエンヌの小さな谷を越えた後、Austreberthe川の谷を高さ32メートル、全長478メートルのバランタン橋梁で越える。パヴィリー(Pavilly)までこの谷に沿って進んだ後、サン＝ドニ(Saint-Denis)谷に沿って進み、ソットゥヴィル(Sotteville)より137m高いモットゥヴィル(Motteville)でコー地方の台地上に到達する。
台地上に登ってからは、曲線上にある全長530メートル高さ32メートルの橋梁で越えるミルヴィル(Mirville)の谷を除いては大きな起伏無しに40km程台地上を横断する。路線はイヴトーを通った後ボルベックの近郊を通過する。サン＝ロマン(Saint-Romain)で路線はル・アーブルへ向けてサン＝ローラン谷(Saint-Laurent)を11kmに亘って、1メートルあたり8mmの割合で降りる。アルフルール(Harfleur)の谷を渡り、グラヴィル(Graville)の平野を越えると、当路線の終着駅、ル・アーブル駅である。駅は市街地東部、港のドックに近接している。

### 施設
殆どの区間において、路線は複線となっており、一部の区間においては3線もしくは複々線となっている。
- 複々線区間 サルトルーヴィル(Sartrouville)よりポワシー(Poissy)、ヴェルヌイエ＝ヴェルヌイユ(Vernouillet-Verneuil)よりレ・ムロー(Les Mureaux)、ヴェルノン(Vernon)よりガイヨン＝オーブヴォワ(Gaillon-Aubevoye)、オワセル(Oissel)よりソットゥヴィル(Sotteville)
- 3線区間 ウイユ(Houilles)よりサルトルーヴィル、オーベルジャンヴィル＝エリザベートヴィル(Aubergenville-Élisabethville)よりエポーヌ＝メジエール(Épône-Mézières)
- 複線区間 パリ＝サン＝ラザールよりウイユ＝キャリエール＝シュル＝セーヌ(Houilles-Carrières-sur-Seine)（但し、固有の線路であり、近郊電車などは走らない）、ポワシーよりヴェルヌイエ＝ヴェルヌイユ、レ・ムローよりオーベルジャンヴィル＝エリザベートヴィル、エポーヌ＝メジエールよりヴェルノン、ガイヨン＝オーブヴォワよりオワセル、ソットゥヴィルよりル･アーブル

路線はサン＝ラザール駅発着の全ての路線網と同様に単相交流25kV50Hzで電化されており、信号方式としてblock automatique lumineux(BAL)が採用され、保安装置としてKVB(Contrôle de vitesse par balises)が整備され、また、データ伝送機能無し地対列車無線連絡も整備され、一部区間においては識別機能も整備されている。

### 主要土木構築物
- セーヌ川に架かる橋 (パリとルーアンの間)
  - アニエール橋梁(Viaduc d'Asnières) (クリシー＝ラ＝ガレンヌ(Clichy-la-Garenne)-ルヴァロワ＝ペレ(Levallois-Perret)-アニエール＝シュル＝セーヌ(Asnières-sur-Seine))
  - ナンテール橋梁・オングレ＝ブゾン橋(Viaduc de Nanterre et Pont des Anglais - Bezons) (ナンテール(Nanterre)-ブゾン(Bezons))
  - メゾン＝ラフィット橋梁(Viaduc de Maisons-Laffitte) (サルトルーヴィル(Sartrouville)-メゾン＝ラフィット(Maisons-Laffitte))
  - ル・マノワール橋梁(Viaduc du Manoir) (レリ(Léry)-ル・マノワール(Le Manoir))
  - オワセル橋梁(Viaduc d'Oissel) (トゥールヴィル＝ラ＝リヴィエール(Tourville-la-Rivière)-オワセル(Oissel)) (2008年11月改修工事が完了。)
  - オープル橋梁(fr:Viaduc d'Eauplet) (ソットヴィル＝レ＝ルーアン(Sotteville-lès-Rouen)-ルーアン-ボンスクール(Bonsecours))
- セーヌ川支流に架かる橋 (ルーアンとル・アーブルの間)
  - マロネ橋梁(Viaduc de Malaunay) (ル・ウルム(Le Houlme)-マロネ(Malaunay))
  - バランタン橋梁(Viaduc de Barentin) (バランタン(Barentin)
  - ミルヴィル橋梁(520m, Viaduc de Mirville) (ノワント(Nointot)-ミルヴィル(Mirville))
- トンネル
  - ロルボワーズ隧道(fr:Tunnel de Rolleboise) (2613 m)
  - ル・ルール隧道(Tunnel du Roule) (1726 m)
  - ヴェナブル隧道(Tunnel de Venables) (404 m)
  - トゥールヴィル隧道(Tunnel de Tourville) (502 m)
  - ルーアン隧道(Tunnels de Rouen) (断続した3つのトンネルで、うち2つがルーアン＝リヴ＝ドロワ駅を挟み込むようなっている。) : 
    - サント＝カトリーヌ隧道(tunnel de Sainte-Catherine) (1056 m)
    - サンティレール隧道(tunnel de Saint-Hilaire) (93 m)
    - ボーヴォワジーヌ隧道(tunnel de Beauvoisine) (1354 m, ルーアン＝リヴ＝ドロワ駅パリ側)
    - サン＝モール隧道(tunnel de Saint-Maur) (1075 m, ルーアン＝リヴ＝ドロワ駅ル･アーブル側)
    - モン＝リブデ隧道(tunnel du Mont-Riboudet) (357m)

  - ピシー＝ポヴィル第一隧道(Tunnel de Pissy-Poville n°1) (2204 m)
  - ピシー＝ポヴィル第二隧道(Tunnel de Pissy-Poville n°2) (227 m)
  - パヴィリー隧道(Tunnel de Pavilly) (164m)
  - アルフルール隧道(Tunnel de Harfleur) (47 m)

## 経路上の駅

### パリからマント＝ラ＝ジョリー
- パリ＝サン＝ラザール(Paris-Saint-Lazare)
- アニエール＝シュル＝セーヌ(Asnières-sur-Seine)
- ラ・ガレンヌ＝コロンブ(La Garenne-Colombes)
- ウイユ＝キャリエール＝シュル＝セーヌ(Houilles-Carrières-sur-Seine)
- サルトルーヴィル(Sartrouville)
- メゾン＝ラフィット(Maisons-Laffitte)
- アシェール＝グラン＝コルミエ(Achères-Grand-Cormier)
- ポワシー(Poissy)
- ヴィレンヌ＝シュル＝セーヌ(Villennes-sur-Seine)
- メダン(Médan)
- ヴェルヌイエ＝ヴェルヌイユ(Vernouillet-Verneuil)
- レ・クレリエール＝ド＝ヴェルヌイユ(Les Clairières-de-Verneuil)
- レ・ミュロー(Les Mureaux)
- オーベルジャンヴィル＝エリザベートヴィル(Aubergenville-Élisabethville)
- エポーヌ＝メジエール(Épône-Mézières)
- マント＝スタスィオン(Mantes-Station)
- マント＝ラ＝ジョリー(Mantes-la-Jolie)

### マント＝ラ＝ジョリーからルーアン
- ロニー＝シュル＝セーヌ(Rosny-sur-Seine)
- ボニエール(Bonnières)
- ポール＝ヴィレ(Port-Villez) (非営業)
- ヴェルノン(Vernon)
- ル・グレ (Le Goulet) (非営業)
- ガイヨン＝オーブヴォワ(Gaillon-Aubevoye)
- ヴェナブル (Venables) (非営業)
- サン＝ピエール＝デュ＝ヴォヴレ(Saint-Pierre-du-Vauvray)
- ヴァル＝ド＝ルイユ(Val-de-Reuil)
- レリ＝ポーズ (Léry-Poses) (非営業)
- ポン＝ド＝ラルシュ(Pont-de-l'Arche)
- オワセル(Oissel)
- サンテティエンヌ＝デュ＝ルヴレ(Saint-Étienne-du-Rouvray)
- ソットゥヴィル(Sotteville)
- ルーアン＝リヴ＝ドロワ駅(Rouen-Rive-Droite)

### ルーアンからル・アーブル
- マロンム(Maromme)
- マロネ＝ル・ウルム(Malaunay-Le Houlme)
- バランタン＝アンブランシュマン(Barentin-Embranchement)
- パヴィリー(Pavilly)
- モットゥヴィル(Motteville)
- イヴトー(Yvetot)
- アルヴィル＝ベルフォス (Allouville-Bellefosse) (非営業)
- フカール＝アルヴィマール(Foucart-Alvimare)
- ボルベック＝ノワント(Bolbec-Nointot)
- ブレオテ＝ブーズヴィル(Bréauté-Beuzeville)
- ヴィルヴィル＝マンヌヴィル(Virville-Manneville)
- エテニュ＝サン＝ロマン(Étainhus-Saint-Romain)
- サン＝ローラン＝ギェンヌビル(Saint-Laurent-Gainneville)
- アルフルール（フランス語版、英語版）(Harfleur)
- ル・アーブル＝グランヴィル(Le Havre-Graville)
- ル・アーブル(Le Havre)

## 構想

### ノルマンディー＝ヴァル・ド・セーヌ高速連絡
ノルマンディー＝ヴァル・ド・セーヌ高速連絡(liaison rapide Normandie-Val de Seine)計画はパリ - ル･アーブル線の改良、最終的にはノルマンディーとシャルル・ド・ゴール国際空港を直結する事を目的としている。RER E線を西側に延長して、利用し、また、CDGエクスプレス用の線路を走行する。この計画は2001年のLGVノルマンディー計画破棄の後に作成された。2009年6月のフランス共和国大統領ニコラ・サルコジによる発表以来、LGVノルマンディー計画は再び活発になり、環境グルネル(fr:Grenelle Environnement)のプロジェクトに組み込まれたが、ノルマンディー＝ヴァル・ド・セーヌ高速連絡計画は現在も修正されつつ存続している。

### LGVノルマンディー
LGVノルマンディー(LGV Normandie)は1991年の高速連絡局長案で提唱された高速路線(LGV)構想の一つで、主にパリとノルマンディーを結ぶ計画である。 この計画は、バス＝ノルマンディー地域圏、シェルブール＝オクトヴィル、カーンの各議会を中心にこの計画を再活性化する事になった環境グルネルによって再び現在進行形のテーマとなった。フランス共和国大統領ニコラ・サルコジはLGVノルマンディーのパリ - ル・アーブル間及びパリ - シェルブール間のうち第一期としてカーンまで短縮した区間について2009年6月の建設調査開始にゴーサインを出した。